# Candale-i Ferenc doazit báró
Candale-i Ferenc (? – 1528/29), Doazit bárója, a Foix-ház tagja. Candale-i Anna magyar királyné féltestvére, aki Magyarországra kísérte nővérét 1502-ben, II. Lajos magyar király nagybátyja.

## Származása
Apja a Foix-Grailly-házi II. Gaston János, Candale grófja, anyja ismeretlen, apja egyik házasságon kívüli kapcsolatából született.

## Élete
Ferenc nővérét, Annát XII. Lajos francia király ajánlotta feleségül 1502-ben a frissen elvált magyar és cseh királynak, II. Ulászlónak, aki a feleségének, Bretagne-i Anna királynénak a francia udvarban nevelkedő elárvult unokahúga volt. Az újdonsült magyar és cseh királyné a francia kíséretével 1502. június 21-én utazott el Blois-ból. Kíséretében volt a francia udvar részéről többek között a testvére, Ferenc, a magyar királyhoz akkreditált francia követ, a II. Ulászlóval egyidős François de Tournemine, la Guerche ura és Pierre Choque, a francia királyné fegyverhírnöke, aki megörökítette a magyar királyné útját Magyarországra, házasságkötését, koronázását a francia királyné és az utókor számára.

### Testvérei
- II. Gaston János, Candale grófja gyerekei 1. feleségétől, Foix Katalin (1460 után–1494 előtt) navarrai infánsnőtől, I. Eleonóra navarrai királynő és IV. Gaston foix-i gróf legkisebb lányától, 4 gyermek:
  - Gaston (–1536), III. Gaston néven Candale grófja, felesége Márta (Mattea) (–1569), Astarac grófnője, 10 gyermek
  - Péter, le Pont ura, Langon bárója, felesége du Pont-l'Abbé Lujza (–1526), nem születtek gyermekei
  - János (1483 körül–1529), Bordeaux érseke (1501–1529)
  - Candale-i Anna magyar királyné (1484–1506)
- II. Gaston János, Candale grófja gyerekei 2. feleségétől, Albret Izabellától (–1530 körül), Nagy Alainnek, Albret urának a lányától és III. János navarrai király húgától, valamint Cesare Borgia sógornőjétől, 4 gyermek
  - Alain, Castillon algrófja, felesége Monpezat Franciska, 4 gyermek
  - Lujza (–1534), férje Melun Ferenc (–1574), Épinoy grófja, 1 fiú
  - Amanieu (–1559), Carcassonne püspöke
  - Margit (–1540 után), férje Garmain Lajos, Nègrepelisse ura
- II. Gaston János, Candale grófja házasságon kívül született gyermekei:
  - Gaston, a bordeaux-i Szent András templom kanonokja
  - Lukrécia
  - Péter, a bordeaux-i Szent András templom kanonokja
  - Ferenc

## Gyermekei
- Feleségétől, Marsan Anna (1495 körül–1533 után) úrnőtől, 5 gyermek
  - János (?–1552 után), felesége Pardaillan Anna, 2 gyermek
  - Ferenc
  - Odet (?–1533 után)
  - Odette, férje Carbon de Lupé, 4 gyermek
  - Franciska, férje Bernard de Miossens